# Johan van Manen
Mari Albert Johan van Manen (n. 16 aprilie 1877, Nijmegen – d. 17 martie 1943, Calcutta) a fost un orientalist neerlandez. El a fost de fapt primul tibetolog neerlandez. O mare parte din colecția sa de manuscrise și de obiecte etnografice și de artă face parte acum din Colecția Van Manen a Institutului Kern (numit după Hendrik Kern (1833-1917)) din cadrul Universității Leiden.

## Biografie
Johan van Manen s-a născut într-o familie înstărită. Tatăl său, Reinier Otto van Manen, era inginer la Administrația Regală a Apelor. Mama lui era Maria Albertina Johanna van Tricht. Perechea a avut în total șase băieți și două fete. Ca urmare a muncii tatălui său, familia s-a mutat la Zutphen și apoi la Haarlem. Acolo tatăl său a fost numit după câțiva ani drept Inspector Șef General al Administrației Regale a Apelor.
Johan van Manen a urmat după învățământul de bază cursurile școlii Hogereburgerschool din Haarlem. El nu a avut însă niciun entuziasm pentru școala respectivă sau pentru disciplinele predate acolo. După doi ani a fost exclus din școală. Johan era interesat de chestiuni cum ar fi filosofia chineză și Coranul. La sfârșitul anului 1894 a început să lucreze la ziarul De Telegraaf, mai întâi într-o funcție administrativă, iar apoi ca jurnalist-ucenic. El a părăsit De Telegraaf pentru a studia greaca și latina. Ca voluntar a lucrat apoi la firma Joh. Enschedé din Haarlem și a ajutat la catalogarea bibliotecii private a unui partener al firmei.
Sursele îl descriu pe drept un tânăr foarte idealist, preocupat de îmbunătățirea lumii și a omenirii. În 1896 Johan van Manen a făcut cunoștință cu Societatea Teosofică. El a fost sedus de ideile teosofiei și a decis să-și dedice viața acesteia.

### Activități pentru Societatea Teosofică

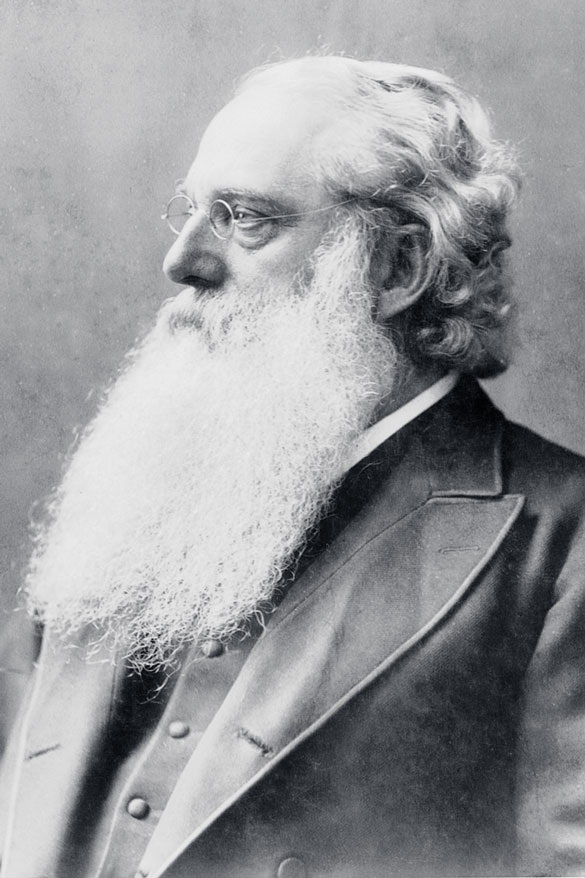
Henry Steel Olcott

Johan van Manen a organizat prima întrunire din Haarlem, care a dus în 1897 la întemeierea unei loji în acest oraș. În anii următori, el a ținut zeci de prelegeri în țară. În 1898 Annie Besant (1847-1933) a vizitat pentru a doua oară Olanda. Aceasta a fost prima oară când cei doi au colaborat. Johan van Manen s-a mutat la Amsterdam și a devenit redactor al publicațiilor editate de Societatea Teosofică.
Johan van Manen a avut mereu un mare interes pentru culturile din Himalaya. El a tradus cartea Reincarnation a doamnei Besant. În jurnalul Theosofia a publicat printre altele traduceri ale operei lui Évariste Huc, Thomas W. Rhys-Davids și a scris un articol despre Tao Te Ching a lui Lao Zi. Din comentariul lui care a însoțit traducerea cărții Lama's and Druses a doamnei Helena Blavatsky (1831-1891), fondatoarea Societății Teosofice a reieșit poziția lui independentă și spiritul lui științific. Van Manen arată în comentariu că înțelesul atribuit de Blavatsky cuvântului lama nu putea fi deloc corect.
În 1902 a fost înființată o Federație a Societăților Teosofice Europene. Primul congres a avut loc la Londra, fiind prezidat de Henry Steel Olcott (1832-1907), nr. 2 în ierarhia mișcării după Annie Besant. La propunerea acestuia, Johan van Manen a devenit redactor al publicațiilor Federației. El a făcut asta până în 1906, întrerupt de o ședere în Indiile de Est Olandeze. În 1906 s-a îmbolnăvit pentru multă vreme. Apoi a devenit secretar privat al lui Charles Webster Leadbeater (1847-1934), ideologul mișcării. Lui Leadbeater îi fusese retrasă calitatea de membru al Societății Teosofice în baza unor învinuiri de comportament imoral cu băieții aflați în grija lui. După moartea lui Henry Steel Olcott în 1907, Annie Besant a căutat să se reapropie de Leadbeater, iar el a fost acceptat din nou ca membru în 1908.

### Anii petrecuți în Adyar

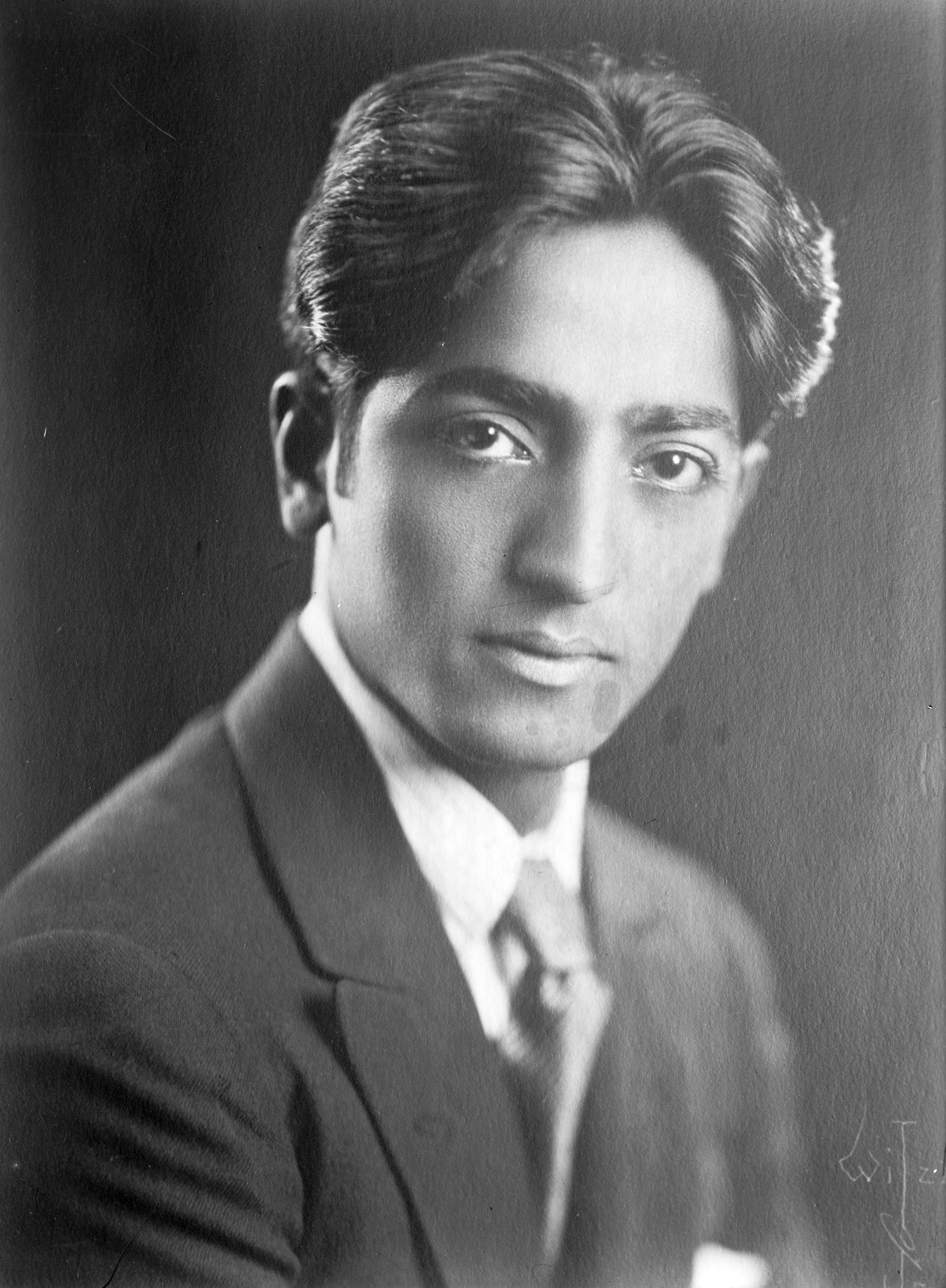
Jiddu Krishnamurti

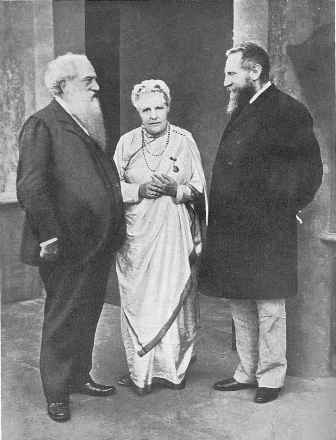
Annie Besant, Henry Steel Olcott (stânga) și Charles Leadbeater (dreapta) în Adyar, Madras

În februarie 1909 Leadbeater și Van Maanen și-au stabilit reședința la Adyar, lângă Madras, în India, unde era situat cartierul general al Societății Teosofice. După câteva luni, Leadbeater l-a întâlnit pe Jiddu Krishnamurti (1895-1986), ce avea pe atunci vârsta de 13 ani. Leadbeater a căpătat rapid convingerea că J. Krishnamurti – numit de Leadbeater Alcyone – era Vehicolul sau Mesagerul lui Maitreya, Buddha al Viitorului. Van Manen trebuie să fi fost martor la educarea ocultă a lui Krishnamurti de către Leadbeater. Van Manen îi preda acestuia limba engleză. El l-a ajutat ulterior pe Ekai Kawaguchi, un tibetolog japonez, cu redactarea articolelor sale despre șederea sa în Tibet până la editarea lor sub forma cărții Three years in Tibet.
În 1910 Van Manen a lucrat la Biblioteca Societății Teosofice din Adyar. În Adyar Bulletin, o ediție adresată țărilor în care nu exista o societate teosofică, Van Manen a scris multe rapoarte, recenzii de cărți și un număr de articole. Începând cu 1914 asta avea loc și în săptămânalul The Commonweal. În acel an avea loc primul eveniment care a condus la desprinderea sa de Societatea Teosofică.
În 1914 Annie Besant și Leadbeater au finalizat un manuscris cu titlul The lives of Alcyone. Acesta prezenta șirul reîncarnărilor, în care Krishnamurti era cea de-a 49-a reîncarnare a lui Alcyone. De asemenea, oamenii din anturajul lui Krishnamurti erau și ei menționați cu șirul reîncarnărilor proprii. Van Manen era a 22-a reincarnare a unei persoane numite Aletheia. În prima sa viață (Van Manen) ar fi fost o soră a celei de-a 25-a reîncarnări a lui Alcyone. În manuscris era menționată pentru acest lucru o perioadă din 18.209 î.Hr. Van Manen ar fi stat în cursul reîncarnărilor sale în Asia Centrală, Poseidinos, India, Peru, Egipt și Anatolia, iar în reîncarnarea prezentă era născut la Nijmegen. Pentru unii teosofi din Adyar asta era prea de tot. Cu câțiva alții, Van Manen a încercat să împiedice publicarea manuscrisului. El a fost totuși publicat sub formă de carte în 1924.
Al doilea incident era cu privire la ce poziție trebuia adoptată în Primul Război Mondial. Annie Besant alesese în mod hotărât partea aliaților. Van Manen era de părere că teosofii și în special teosofia organizată trebuiau să fie strict neutri cu privire la conflictele lumii. Aceste două puncte de vedere diferite au dus în 1916 la o dezbatere între cei doi în The Commonweal. Reacțiile la dezbatere au fost puține la număr, dar nicio reacție nu a fost de partea lui Johan van Manen. El nu se mai simțea acolo la locul său și a părăsit Adyarul și Societatea Teosofică.

### În slujba Societății Asiatice din Bengal

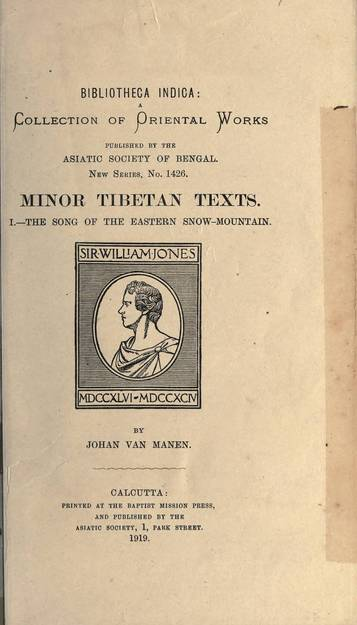
Pagina de gardă a primei ediții din 1918 a Minor Tibetan Texts: The song of the eastern snow-mountain

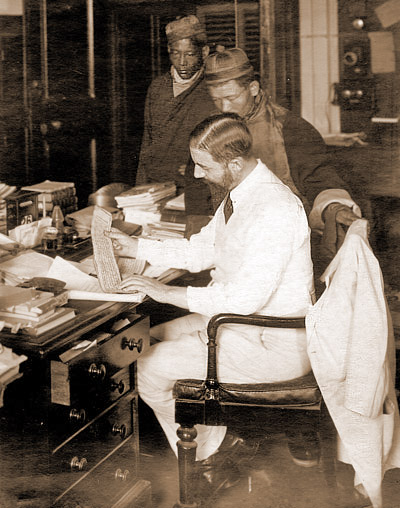
Johan van Manen în 1924 la biroul său din Calcutta

Van Manen s-a mutat într-un sat de lângă Darjeeling, în Bengalul de Vest. Următorii doi ani și jumătate a urmat lecții de limba și cultura tibetană, predate de trei informatori tibetani. La cererea sa, cei trei și-au scris autobiografia. Aceste manuscrise au avut și au o mare valoare datorată informației asupra aspectelor etnografice, sociologice, istorice și religioase. Aceste autobiografii au fost publicate abia în 1998, într-o versiune modificată.
În 1918 Van Manen a devenit membru al Societății Asiatice din Bengal. În acel an s-a mutat la Calcutta pentru a îndeplini funcția de bibliotecar șef al Bibliotecii Imperiale. Tot în același an a fost publicată opera sa Minor Tibetan Texts: The song of the eastern snow-mountain. În 1921 a apărut următorul lui studiu tibetologic, Three Tibetan repartee songs. În 1922 a fost însărcinat cu gestiunea departamentelor etnografic și antropologic al Muzeului Indian din Calcutta. În acel an au apărut și alte două studii, A Contribution to the bibliography of Tibet și Concerning a Bön image.
Johan van Manen a fost numit în 1923 secretar general al Societății Asiatice din Bengal. El avea răspunderea redacțională pentru jurnalul societății și pentru cel al Bibliotheca Indica. În plus a avut toate sarcinile de gestiune și management. A îndeplinit această funcție timp de șaisprezece ani, fiind prezent în mod preponderent șapte zile pe săptămână la birourile societății. În special biblioteca institutului a fost total reorganizată. Faima sa deja obținută în calitate de tibetolog a făcut cu putință ca societatea să capete multe manuscrise și obiecte etnografice.
În 1925 Van Manen a călătorit în Nepal, la invitația personală a maharajahului Nepalului. El a fost astfel cel de-al doilea olandez, după Samuel van der Putte (1690-1745), care a vizitat această țară. În 1927 Johan van Manen s-a întors în Olanda, în principal din motive medicale. El a ținut o prelegere la Institutul Kern. A urmat un al doilea concediu medical în Olanda în 1936. În 1937 Van Manen a fost numit Ofițer al Ordinului de Orania-Nassau.
În timpul cât a exercitat funcția de secretar general numărul de membri ai societății a crescut. Multele sarcini de conducere care au reieșit din aceasta au reprezentat probabil cauza numărului mai redus de studii pe care Van Manen le-a publicat după 1925. Nu a mai publicat studii după 1933. Totuși apar unele note în operele altor autori după 1933, din care reiese că ei s-au slujit de experiența lui. Ultima datează din 1939, în care A.H. Francke îi mulțumește lui Van Manen pentru punerea la dispoziție a materialului până atunci necunoscut al Eposului regelui Gesar.
Un număr de studii cum ar fi A Contribution to the bibliography of Tibet, Minor Tibetan Texts: The song of the eastern snow-mountain și în special cartea apărută în 1998 Tibetan Lives: Three Himalayan Autobiographies sunt citate în continuare în literatura de specialitate actuală.

### Ultimii ani ai lui Johan van Manen
În 1938 Consiliul de Conducere a ceea ce se numea deja Societatea Asiatică Regală din Bengal a ajuns la concluzia că responsabilitățile și sarcinile lui erau prea multe pentru o singură persoană. A fost numit un asistent al secretarului general. În 1939 a apărut un articol în presa locală din Calcutta ce conținea critici foarte grave asupra administrării societății și de asemenea exprima acuzații la adresa modului de recompensare printre alții a lui Johan van Manen. Consiliul de Conducere a refuzat inițial să reacționeze, dar guvernul britanic al Bengalului dorea o anchetă asupra modului în care subsidiile acordate de-a lungul mai multor ani fuseseră cheltuite. Răspunsul dat de Johan van Manen a fost acceptat, iar acuzațiile au fost găsite nefondate.
Johan van Manen și-a prezentat însă demisia pe 1 iulie 1939. În 1940, după izbucnirea celui de-Al Doilea Război Mondial, el lucra pentru biroul însărcinat cu supravegherea (cenzura) publicațiilor de presă și era președinte al Comitetului Olandez, fondat pentru a ocroti interesele olandeze în India. El s-a mutat la Kalimpong, intenționând să lucreze la un dicționar tibetan pe care spera să-l termine. Dar în martie 1943 a avut un infarct și a decedat datorită efectelor acestuia.

## Colecția Van Manen

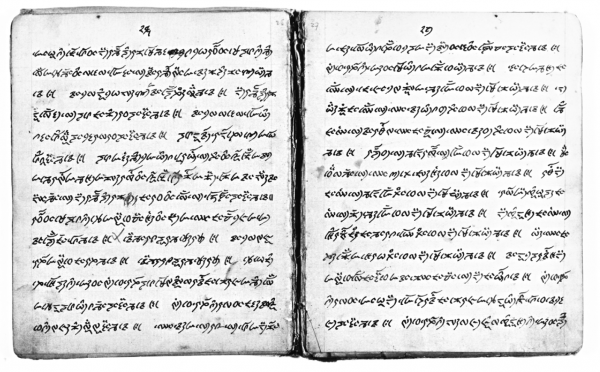
Scriere Lepcha din Colecția Van Manen

Johan van Manen colecționase personal un mare număr de manuscrise și de obiecte etnografice și de artă. O mare parte a colecției a lăsat-o moștenire Institutului Kern, numit acum Centrul Național de Expertiză pentru Asia de Sud și Himalaya. Colecția constă din 1756 de articole: 998 imprimate despre religia și cultura tibetană, 576 de manuscrise, dintre care 19 manuscrise ale Bön. Colecția conține de asemenea 182 de scrieri Lepcha. Ele sunt scrise în limba Lepcha sau Róng, un dialect din familia de limbi tibeto-birmană. Ea este sub acest aspect cea mai mare colecție de felul ei din lume.